# Kurt Sohns

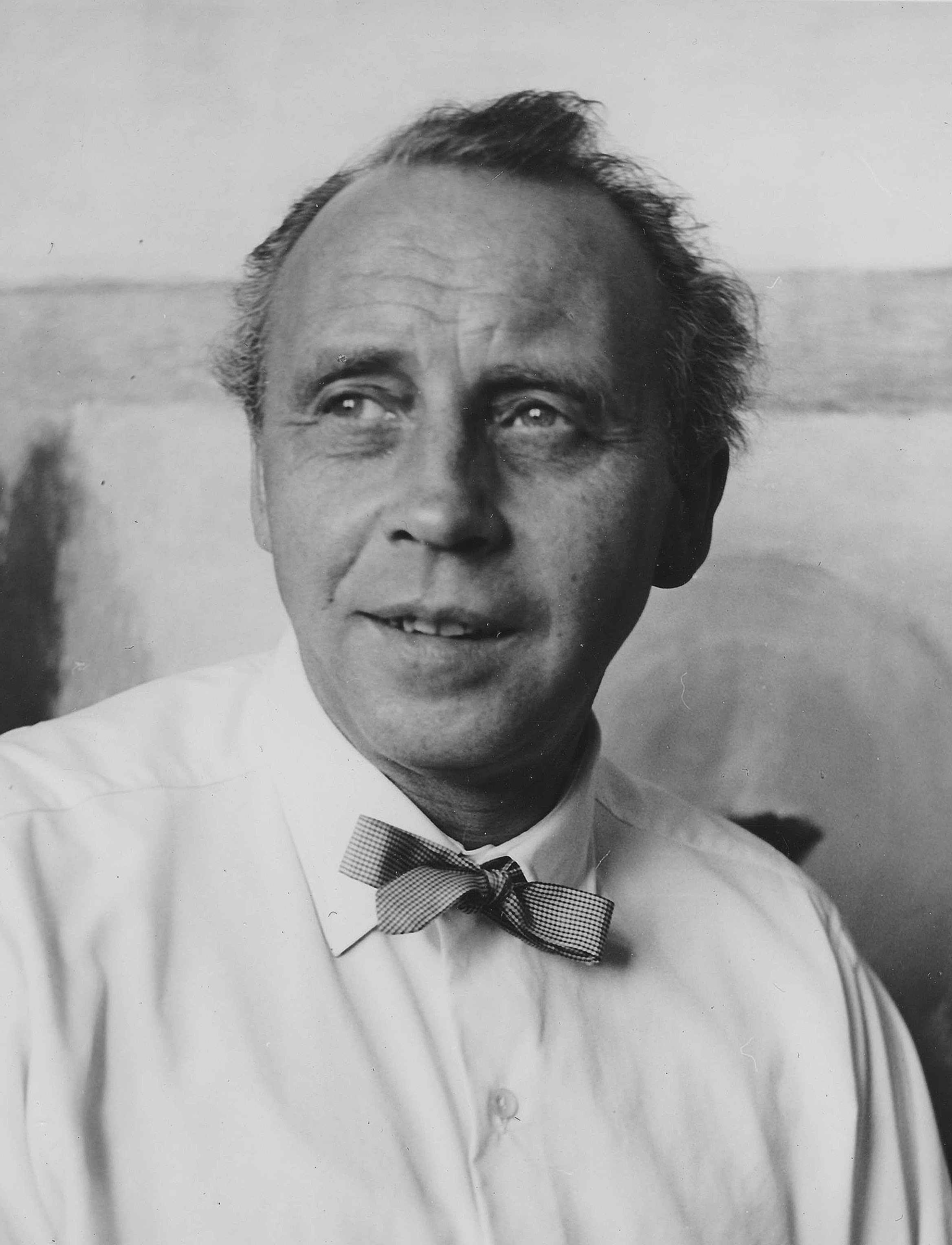
Kurt Sohns 1960

Kurt Heinrich Friedrich Sohns (* 9. Januar 1907 in Barsinghausen; † 4. Januar 1990 in Hannover) war ein deutscher Maler, Zeichner und Graphiker. Er gilt als ein bedeutender Künstler Niedersachsens.

## Leben
Nach einer Ausbildung zum Kunstschlosser studierte Kurt Sohns an der Kunstgewerbeschule Hannover und der Kunstakademie Stuttgart. 1932 bekam er eine Dozentur für Farbenlehre an der Kunstgewerbeschule Hannover. 1935 heiratete er die Norwegerin Louise Wærness.
1937 wurde er aus politischen Gründen seines Amtes enthoben. Ebenfalls 1937 wurden in der Nazi-Aktion „Entartete Kunst“ aus dem Kestner-Museum Hannover nachweislich sein Aquarell Landschaft mit oberbayrischem See (41 × 61,8 cm, 1935) beschlagnahmt und vernichtet. Sohns blieb jedoch Mitglied der Reichskammer der bildenden Künste. Seine Teilnahme an 25 Ausstellung ist sicher belegt. Angaben, wonach er einem Berufsverbot unterlag, dürften falsch sein.
Während des Zweiten Weltkriegs war Sohns als Soldat in Norwegen und Albanien. In dieser Zeit wurde sein Atelier von Bomben getroffen, was die fast vollständige Vernichtung der frühen Arbeiten bedeutete. Eine Rolle mit Zeichnungen aus Albanien ging in den Nachkriegswirren verloren. Nach der Rückkehr aus der Kriegsgefangenschaft lebte Kurt Sohns in Einbeck, wohin seine Frau mit den drei Töchtern evakuiert war.
1948 erhielt er einen Lehrauftrag für Architekturzeichnen, Freihandzeichnen und Aquarellieren an der Technischen Hochschule Hannover. 1955 wurde er zum außerordentlichen Professor auf Lebenszeit, 1967 zum ordentlichen Professor an der Technischen Hochschule in Hannover ernannt. 1972 wurde Sohns emeritiert. Sein Nachfolger wurde Detlef Kappeler.
Mit einer kräftigen, oftmals rottönigen und heiteren Farbigkeit sowie dem weitgehenden Verzicht auf gegenständliche Verweise findet Kurt Sohns zu einer individuellen bildnerischen Sprache, die überregional im Kontext einer transeuropäischen Avantgarde zu verstehen ist und somit zu den bedeutenden künstlerischen Positionen der deutschen Nachkriegsgeschichte gezählt werden kann.
Diese und alle darauffolgenden Werkphasen, die unter anderem auch zu einer akribisch ausgefeilten Gegenständlichkeit in den späten 1970er und 1980er Jahren führt, werden von einem lyrisch poetischen und immer originellen Geist getragen, der sich mehr dem Metaphysischen als dem intuitiv Erfahrbaren verpflichtet sieht.
Kurt Sohns ist auf dem Stadtfriedhof Engesohde in Hannover, Abteilung 32, Grabnummer 1057 begraben.

## Galerie

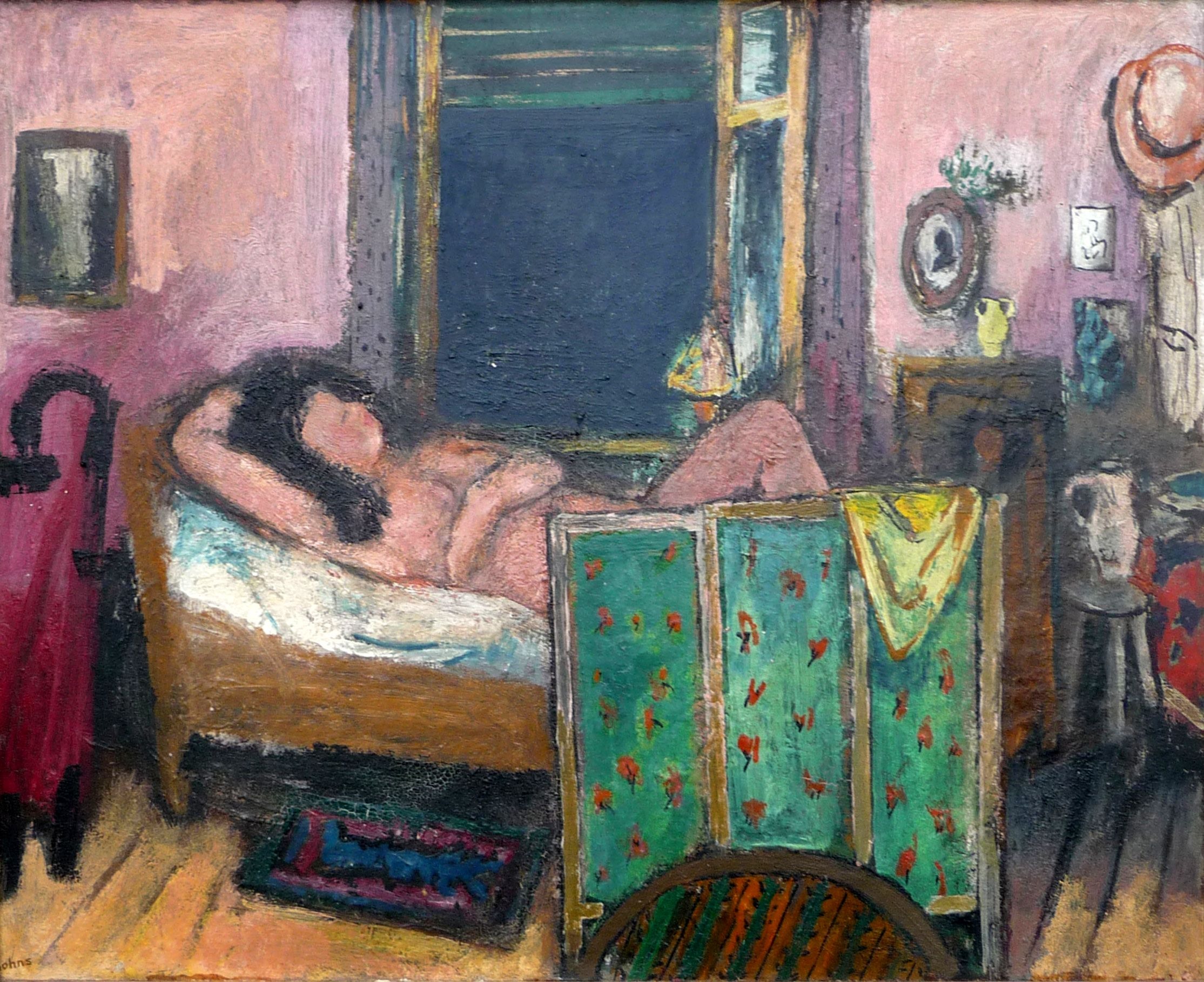
Liegende (1947), 47,5 × 58,5 cm
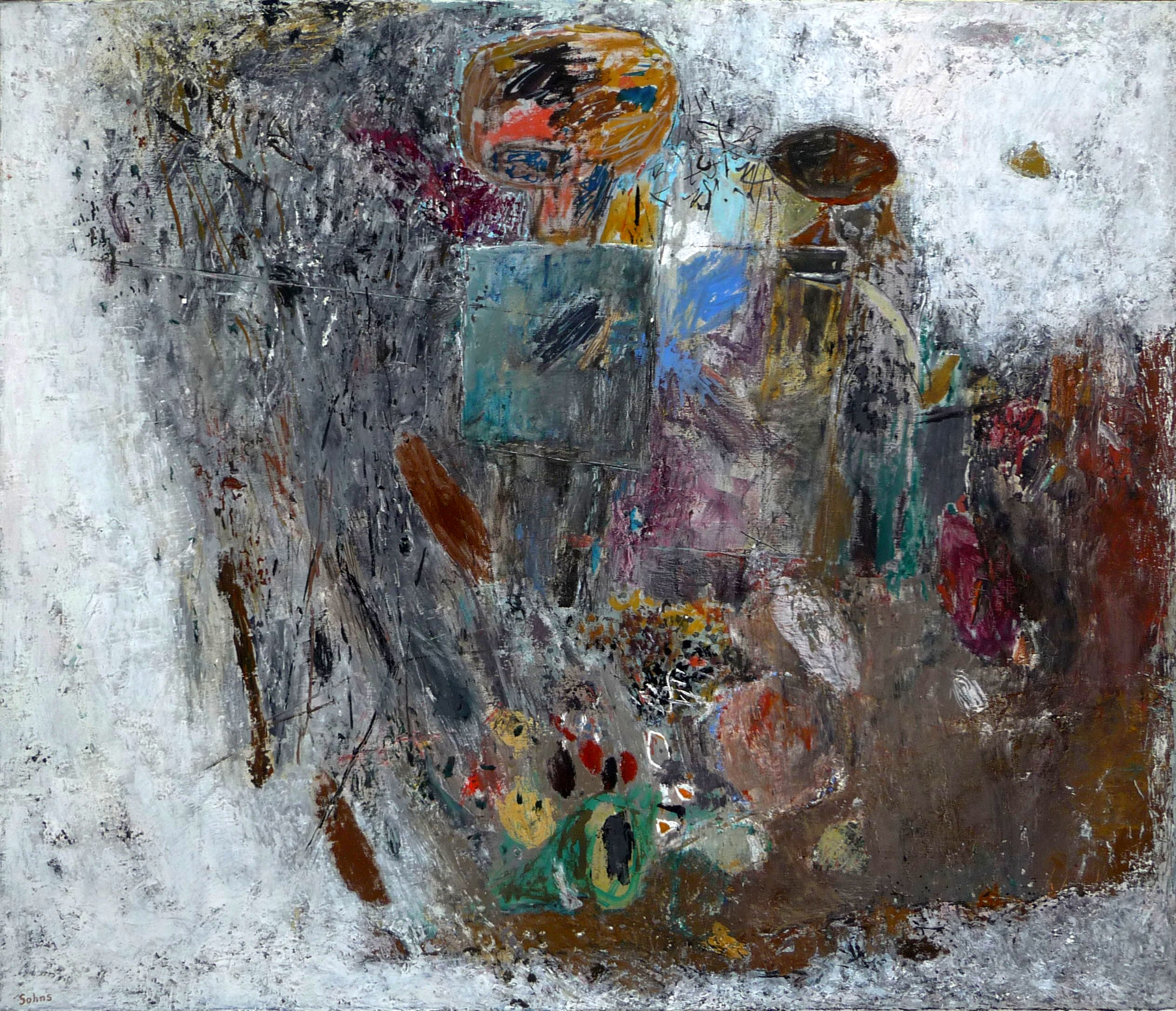
Inselbewohner (1962), 85 × 100 cm
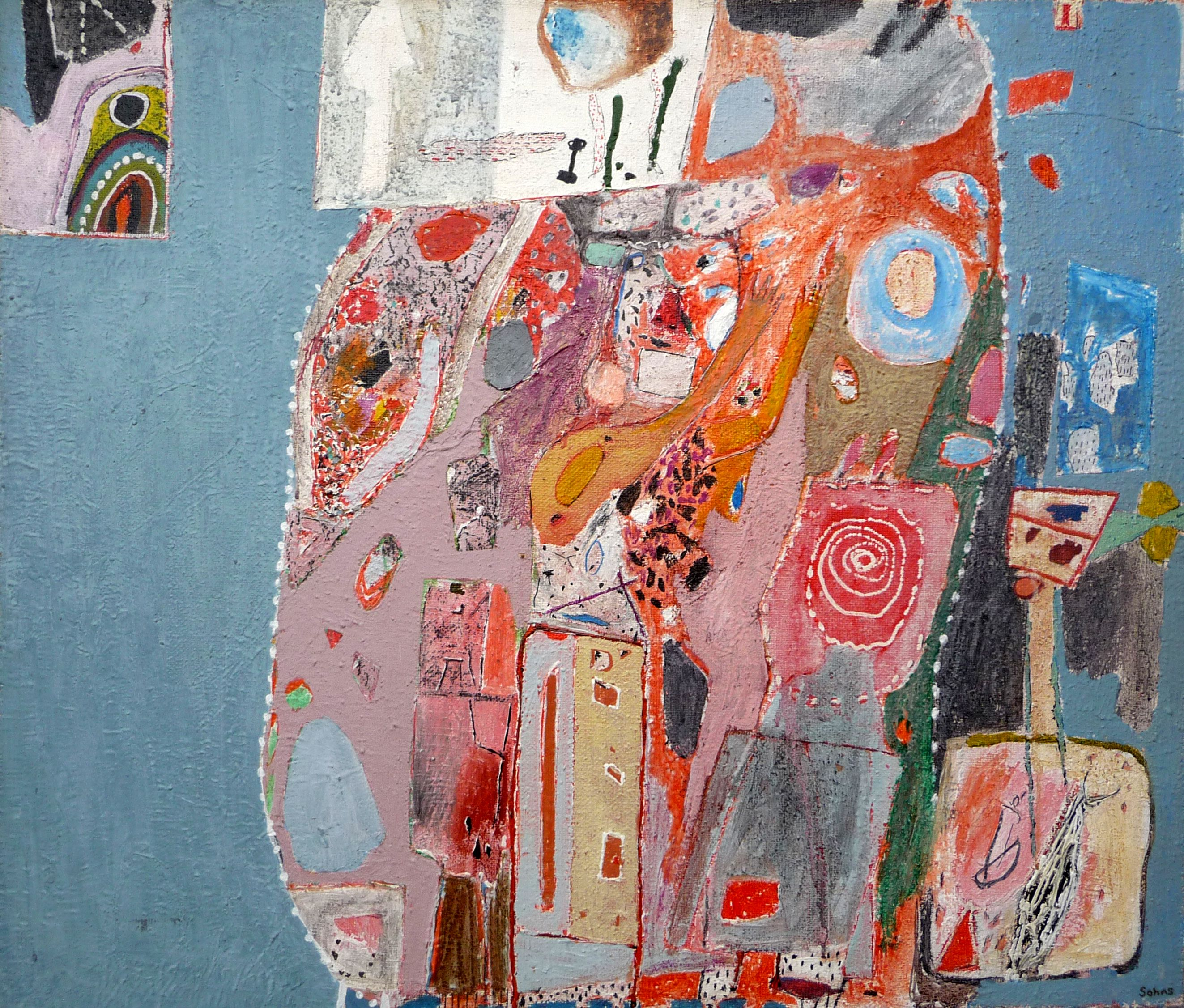
Johannistag (1965), 85 × 100 cm
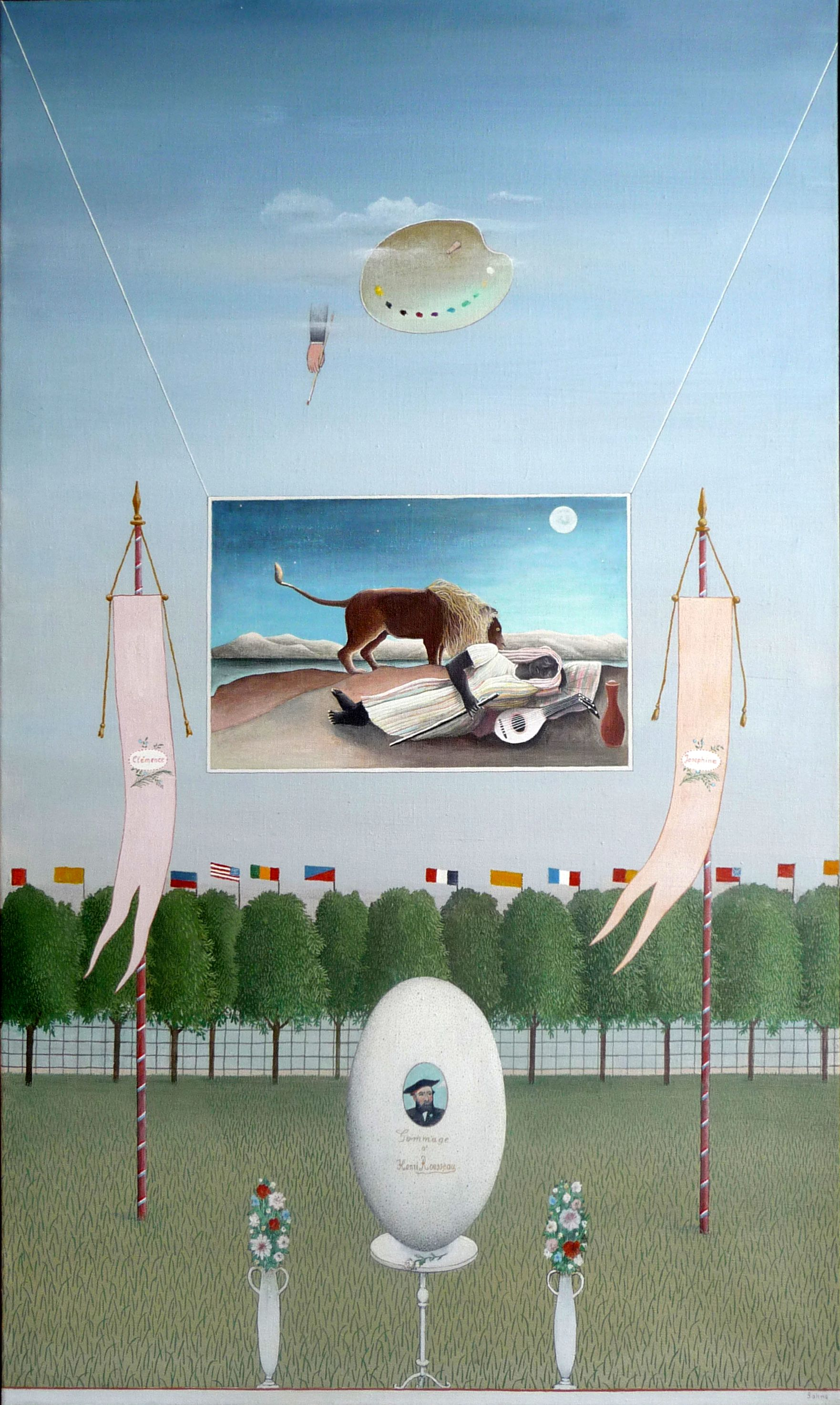
Hommage à Henri Rousseau (1975), 135 × 80 cm

## Werke

### In öffentlichem Besitz
- Carnegie Museum of Art, Pittsburgh, USA
- Bayerische Staatsgemäldesammlungen, München
- Braunschweigisch-Hannoversche Hypothekenbank
- Historisches Museum am Hohen Ufer, Hannover
- Museum August Kestner, Hannover
- Kongresshaus im Rosengarten Coburg
- Landeshauptstadt Hannover
- Niedersächsisches Landesmuseum für Kunst und Kulturgeschichte, Oldenburg
- Landeszentralbank Niedersachsen
- Schloss Moritzburg (Sachsen)
- Schweizerisches Hilfswerk Kinder in Not, Zürich
- Sprengel Museum Hannover
- Staatliche Kunstsammlungen Dresden
- UNICEF, Paris
- Westdeutsche Spielbanken GmbH (Spielbank Aachen)

### Kirchenfenster
- Hoher Chor der Münsterkirche St. Bonifatius, Hameln (1954–1955)[4]
- Taufkapelle St. Jakobi, Hildesheim (1954–1955)
- Apsis von St. Marien, Barsinghausen (1960)[5]
- Taufkapelle St. Andreas, Hildesheim (1965–1970)

### Mosaiken
- Hospiz der Inneren Mission, Hannover
- Tierärztliche Hochschule Hannover
- Gewerkschaftshaus Hannover
- Altarwand der St.-Johannis-Kirche, Hannover-Bemerode

### Wandbilder und Sgraffiti
- Altarbild, Kirchboitzen
- Sitzungssaal der Firma H. W. Appel, Hannover
- Gewerkschaft Brigitta, Hannover
- Columbushaus, Bremen
- Graf-Galen-Schule, Misburg
- Das schwarze Auge, farbiges Wandrelief bis 2013 in der Sehbehindertenschule Schlägerstraße, Hannover, seitdem in der Kinder- und Jugendbibliothek Südstadt, Schlägerstr. 36c, 30171 Hannover
- Strahlenbiologisches Institut und Technische Informationsbibliothek der Gottfried Wilhelm Leibniz Universität Hannover
- Hochschule für Musik, Theater und Medien Hannover

## Mitgliedschaften
- Deutscher Künstlerbund[6]
- 1933 bis 1945 Reichskammer der bildenden Künste
- Neue Gruppe München
- Niedersächsische Sezession.

## Ausstellungen

### Kollektivausstellungen
- Von 1953 bis 1988 regelmäßige Teilnahme an den DKB-Jahresausstellungen[7]

- Große Kunstausstellung München
- Ausstellung „Farbige Graphik“ der Kestnergesellschaft Hannover
- Ausstellung im Carnegie Museum of Art Pittsburgh 1950
- Ausstellung „German Art of Today“ in Rangun 1960

### Einzelausstellungen
- Gemälde und Zeichnungen, 1960, Kunstverein Hannover
- Bilder und Grafik 1961–1971, 1972 in Hannover
- 50 Jahre Malerei, 1982, Städtische Galerie KUBUS, Hannover
- Retrospektive, 1993, KUBUS Hannover
- Retrospektive, 2007, KUBUS Hannover

## Auszeichnungen
- 1983: Verleihung des Ordens erster Klasse des Niedersächsischen Verdienstordens
- 2010: Benennung des Kurt-Sohns-Weges im Wohnquartier Neue Bergwiese, Barsinghausen[8]